# Jordbävningen i Zagreb 2020
Jordbävningen i Zagreb 2020 (kroatiska: Potres u Zagrebu 2020.) var en jordbävning i Zagreb i Kroatien som inträffade klockan 06:24 söndagen den 22 mars 2020. Den hade en magnitud på 5,5 på richterskalan och sitt epicentrum i Markuševec sju kilometer norr om stadens centrum. Jordbävningen kändes i flera angränsande länder (däribland Slovenien, Ungern och Bosnien och Hercegovina) och åtföljdes av mindre efterskalv. Flera människor skadades i jordbävningen som därtill orsakade stora materiella skador, i synnerhet på byggnader uppförda före år 1965. 26 människor skadades och en 15-årig flicka avled senare av de skador hon fått till följd av jordbävningen.
Jordbävningen i Zagreb 2020 var den starkaste jordbävningen på 140 år i den kroatiska huvudstaden (se stora jordbävningen i Zagreb) och orsakade varierande skador på mer än 600 byggnader. Bland annat bröts Zagreb-katedralens södra tornspira.  

### Fotnoter
1. 1 2 3  ”Dva snažna potresa u Zagrebu” (på kroatiska). Seizmoloska služba, Zagrebs universitet. https://www.pmf.unizg.hr/geof/seizmoloska_sluzba/izvjesca_o_potresu?@=1lppn. Läst 22 mars 2020.
2. ↑  ”PREGLED: Snažan potres u Zagrebu, i niz manjih” (på kroatiska). Hrvatska Radiotelevizija. https://vijesti.hrt.hr/594132/jak-potres-pogodio-zagreb. Läst 24 mars 2020.